# Emily Lloyd
Emily Lloyd (* 29. September 1970 in London als Emily Lloyd-Pack) ist eine britische Schauspielerin.

## Leben
Emily Lloyd kommt aus einer Schauspielerfamilie. Ihr Vater Roger Lloyd-Pack war ein renommierter Theaterschauspieler und dem britischen Publikum aus der Fernsehserie Only Fools and Horses bekannt. Ihr Großvater Charles Lloyd Pack wirkte in Filmen wie Agatha Christies Mord im Spiegel, If, Herr der drei Welten, Bankraub des Jahrhunderts und Dracula mit. Ihre Mutter Sheila Ball war Theateragentin und arbeitete jahrelang als Sekretärin bei Harold Pinter.
Als Lloyd zwei Jahre alt war, ließen sich die Eltern scheiden. Sie und ihre jüngere Schwester Charlotte wuchsen bei der Mutter auf. Auf der renommierten Italia Conti School in London nahm sie Schauspielunterricht. 1986 wählte sie der britische Regisseur David Leland unter mehreren hundert Bewerberinnen für die Rolle der Lynda in seinem Film Wish You Were Here – Ich wollte, du wärst hier aus. Der Film basiert lose auf den Jugenderinnerungen der Bordellbetreiberin und Partyveranstalterin Cynthia Payne. Bei der Weltpremiere auf dem Cannes Film Festival 1987 bekam Wish You Were Here überwiegend positive Kritiken und Emily Lloyd wurde als frisches junges Talent gefeiert. Ende 1987 erhielt sie den Evening Standard British Film Award und den Preis der National Society of Film Critics als Beste Schauspielerin des Jahres 1987. 1988 wurde sie als beste Schauspielerin für den Britischen Filmpreis (BAFTA) nominiert, den sie allerdings nicht gewann.
Ab 1988 gab es die ersten Angebote aus Hollywood. In der Komödie Cookie spielte Lloyd an der Seite von Dianne Wiest, Peter Falk und Jerry Lewis die ausgeflippte Tochter eines Mafiabosses. Der uninspirierte Film von Susan Seidelman kam mit einjähriger Verspätung in die US-Kinos und floppte total. Kurz nach Cookie kam Zurück aus der Hölle von Norman Jewison in die Kinos. In dieser Verfilmung des Romans Geboren in Amerika von Bobbie Ann Mason geht es um Samantha, ein junges Mädchen, das versucht, die Rolle des gefallenen Vaters im Vietnamkrieg zu verstehen. Bruce Willis spielt ihren Onkel, einen Vietnam-Veteranen, der unter einem Posttraumatischen Stresssyndrom leidet.
Ihr nächster Film war Chicago Joe und das Showgirl. Dieser Film basiert auf dem Essay Decline of the English Murder von George Orwell, in dem er einen wahren Mordfall aus den 1940er-Jahren beschreibt. Zwei junge Leute – ein minderjähriges Showgirl (das von einer großen Schauspielkarriere träumt) und ein GI (gespielt von Kiefer Sutherland) lernen sich zufällig kennen. Sie töten drei Menschen und der GI wird als einziger amerikanischer Soldat in Großbritannien hingerichtet. 1992 spielte sie in der von der Kritik gelobten Romanverfilmung Aus der Mitte entspringt ein Fluß von Robert Redford die Freundin und zukünftige Frau des Hauptcharakters Norman Maclean, auf dessen Erinnerungen dieser Roman basiert. An ihrer Seite agierten Craig Sheffer, Tom Skerritt und Brad Pitt.
Später spielte sie in Hard Proof oder Under the Hula Moon mit. 1997 erhielt sie eine kleine Nebenrolle im Film Welcome to Sarajevo von Michael Winterbottom.

## Reise nach Indien und Erkrankung
1997 war sie in Indien, um den Dalai Lama zu besuchen. Sie wurde jedoch von einem streunenden Hund angefallen und gebissen. In ihrem Buch Wish I Was There von 2013 beschreibt Lloyd ihre Erfahrung wie folgt: Nachdem sie eine Audienz bem Dalai Lama erhalten hatte, reiste sie nach Dharamsala. Dieser Trip wurde von von einer Frau names Davinia, einer angehender Dokumentarfilmerin organisiert. Diese hatte Verbindungen zu Robert Thurman, einem Professor für Tibetischen Buddhismus, der seine Tochter Uma Thurman in Indien aufgezogen hatte, was die Nähe zu den religiösen Kreisen bestätigte. Vor dem Flug nach Indien begann Lloyd mit der Malariaprophylaxe mit dem Medikament Mefloquin, zeigte jedoch während des Flugs erste Symptome, möglicherweise als Reaktion auf die Medikamente. Nach Ankunft in Dharamsala erlebte sie kulturelle Eindrücke, wie das Filmen einer tibetischen Tanzzeremonie und einen Hundebiss, der ihn zu einer Entscheidung führte, die Wunde zu behandeln, ohne medizinische Hilfe in Anspruch zu nehmen. Stattdessen vertraute sie auf Gebete und ihre innere Kraft, um die Verletzung zu heilen. Die Reise wurde durch die Vorfreude auf das Treffen mit dem Dalai Lama motiviert, wobei die gesundheitlichen und kulturellen Erfahrungen die persönliche Bedeutung der Reise unterstrichen. Bei späteren ärztlichen Untersuchungen stellte man fest, dass sie unter einer Zwangsstörung (OCD) leidet.

## Theaterdebüt und Privates
2003 gab sie ihr Theater-Debüt als Ophelia in Hamlet beim Shakespeare-Festival in Leeds. Im Jahre 2002 kehrte sie zurück vor die Kamera und spielte im wenig gezeigten Londoner Indie-Drama The Honeytrap von Michael G. Gunther neben Valerie Edmond, Anthony Green und Stuart McQuarrie in einer eindrucksvollen Darstellung die Hauptrolle.
Im Mai 2013 veröffentlichte Lloyd ihre Autobiografie Wish I Was There.
Im Oktober 2014 bekam sie eine Tochter mit ihrem Partner Christian Jupp.

## Filmographie
- 1987: Wish You Were Here – Ich wollte, du wärst hier (Wish You Were Here) – Regie: David Leland
- 1989: Zurück aus der Hölle (In Country) – Regie: Norman Jewison
- 1989: Cookie – Regie: Susan Seidelman
- 1990: Chicago Joe und das Showgirl (Chicago Joe and the Showgirl) – Regie: Bernard Rose
- 1991: American Cocktail (Scorchers) – Regie: David Beaird
- 1992: Aus der Mitte entspringt ein Fluß (A River Runs Through It) – Regie: Robert Redford
- 1994: Directed By: Override – Regie: Danny Glover (Kurzfilm)
- 1995: Unter dem Hula Mond (Under the Hula Moon) – Regie: Jeff Celentano
- 1995: Hundert und eine Nacht (Les cent et une nuits) – Regie: Agnès Varda
- 1996: Masculine Mescaline – Regie: Gary Love (Kurzfilm)
- 1996: Immer wieder samstags (When Saturday Comes) – Regie: Maria Giese
- 1996: Dead Girl – Regie: Adam Coleman Howard
- 1996: Payback – Ein gnadenloser Plan (Liver’s Ain’t Cheap) – Regie: James Merendino
- 1997: Welcome to Sarajevo – Regie: Michael Winterbottom
- 1998: Zeit der Grausamkeit (Woundings) – Regie: Roberta Hanley
- 1998: Hard Proof / Cocaine Blues – Ein tödlicher Deal (Boogie Boy) – Regie: Craig Hamann
- 2002: The Honeytrap – Regie: Michael G. Gunther
- 2003: Riverworld – Welt ohne Ende (Riverworld) – Regie: Kari Skogland
- 2005: Hey Mr. DJ – Regie: Danny Patrick
- 2008: The Conservatory - Regie: Reed Van Dyk
- 2016: No Reasons – Regie: Spencer Hawken

## Fernsehauftritte
- 1988: Nelson Mandela 70th Birthday Tribute Concert
- 1997: An Audience with Elton John
- 1997: Light Lunch

## Auszeichnungen
- 1987: National Society of Film Critics – Beste Schauspielerin in Wish You Were Here
- 1987: Evening Standard British Film Award – Beste Schauspielerin in Wish You Were Here

## Autobiografie
- 2013: Emily Lloyd - Wish I Was There. Metro Books, London. ISBN 978-1857829525.